# Myoxanthus epibator
Myoxanthus epibator är en orkidéart som beskrevs av Carlyle August Luer och Rodrigo Escobar. Myoxanthus epibator ingår i släktet Myoxanthus och familjen orkidéer. Inga underarter finns listade i Catalogue of Life.